# Okręg wyborczy Appleby
Okręg wyborczy Appleby powstał w 1295 r. jako okręg miejski, który wysyłał do angielskiej, a później brytyjskiej, Izby Gmin dwóch deputowanych. Okręg obejmował miasto Appleby w hrabstwie Westmorland. W XVIII w. Appleby stało się tzw. „zgniłym okręgiem”, w którym o obsadzie mandatów w Izbie Gmin decydowali miejscowi landlordowie z rodzin Lowtherów i Tuftonów. Okręg został zniesiony w 1832 r. na mocy Great Reform Act. Ironią jest, że premierem rządu, który przeprowadził tę reformę był Charles Grey, 2. hrabia Grey, który kilka lat wcześniej, jako wicehrabia Howick, był deputowanym do Izby Gmin właśnie z okręgu Appleby. Innym premierem, który reprezentował ten okręg był William Pitt Młodszy.
Okręg Appleby został ponownie utworzony w 1885 r. Jego pełna nazwa brzmiała „Appleby or Northern Division of Westmorland” lub „North Westmorland”. W tym czasie okręg zajmował całą północną część Westmorlandu, z miastami Ambleside, Grasmere i Kirkby Stephen. Do Izby Gmin z tego okręgu dostawał się jeden deputowany. Okręg zniesiono w 1918 r. łącząc go z innymi w jeden okręg wyborczy Westmorland.

## Deputowani do brytyjskiej Izby Gmin z okręgu Westmorland

### Deputowani w latach 1295–1660
- 1529–1536: sir Thomas Wharton
- 1640–1643: sir John Brooke
- 1640–1643: Richard Boyle, wicehrabia Dungarvan
- 1645–1651: Henry Ireton
- 1645–1653: Richard Salway
- 1659: Adam Baynes
- 1659: Nathaniel Redding

### Deputowani w latach 1660–1832
- 1660–1661: sir Henry Cholmley
- 1660–1661: Christopher Clapham
- 1661–1668: John Lowther of Hackthorpe
- 1661–1679: John Dalston
- 1668–1679: Thomas Tufton, torysi
- 1679–1681: Richard Tufton
- 1679–1681: Anthony Lowther of Marske
- 1681–1689: Sackville Tufton
- 1681–1685: sir John Bland
- 1685–1689: Philip Musgrave
- 1689–1690: Richard Lowther
- 1689–1695: William Cheyne
- 1690–1694: Charles Boyle
- 1694–1695: sir John Walter
- 1695–1697: sir William Twysden
- 1695–1698: sir Christopher Musgrave
- 1697–1701: sir John Walter
- 1698–1705: Gervase Pierrepont
- 1701–1702: Wharton Dunch
- 1702–1708: James Grahme
- 1705–1708: William Harvey
- 1708–1710: Nicholas Lehmere
- 1708–1713: Edward Duncombe
- 1710–1722: Thomas Lutwyche
- 1713–1723: sir Richard Sandford
- 1722–1730: Sackville Tufton
- 1723–1727: James Lowther
- 1727–1754: sir John Ramsden
- 1730–1741: Walter Plumer
- 1741–1742: George Dodington
- 1742–1747: sir Charles Wyndham
- 1747–1754: Randle Wilbraham
- 1754–1756: William Lee
- 1754–1784: Philip Honywood
- 1756–1761: Fletcher Norton
- 1761–1767: John Stanwix
- 1767–1773: Charles Jenkinson, wigowie
- 1773–1774: Fletcher Norton
- 1774–1780: George Johnstone, niezależny
- 1780–1781: William Lowther, torysi
- 1781–1784: William Pitt Młodszy, wigowie
- 1784–1790: John Leveson Gower
- 1784–1790: Richard Penn
- 1790–1791: Robert Jenkinson, torysi
- 1790–1791: Richard Ford, torysi
- 1791–1796: William Grimston
- 1791–1796: John Teophilus Rawdon
- 1796–1799: John Tufton
- 1796–1807: John Courtenay, wigowie
- 1799–1802: Robert Adair, wigowie
- 1802–1807: Philip Francis, wigowie
- 1807–1807: Charles Grey, wicehrabia Howick, wigowie
- 1807–1812: James Ramsay Cuthbert, wigowie
- 1807–1812: Nicholas Ridley-Colborne, wigowie
- 1812–1818: James Lowther of Aikton, torysi
- 1812–1812: John Courtnay, wigowie
- 1812–1818: George Tierney, wigowie
- 1818–1819: George Fludyer, torysi
- 1818–1820: Lucius Concannon, wigowie
- 1819–1826: Adolphus Darlymple, torysi
- 1820–1820: George Tierney, wigowie
- 1820–1826: Thomas Creevey
- 1826–1831: Henry Tufton, wigowie
- 1826–1832: James Maitland, wicehrabia Maitland, torysi
- 1831–1832: Charles Henry Barham, wigowie

### Deputowani z lat 1885–1918
- 1885–1892: William Lowther, Partia Konserwatywna
- 1892–1900: sir Joseph Savory, Partia Konserwatywna
- 1900–1905: Richard Rigg, Partia Liberalna
- 1905–1910: Leifchild Jones, Partia Liberalna
- 1910–1915: Lancelot Sanderson, Partia Konserwatywna
- 1915–1918: sir Cecil Lowther, Partia Konserwatywna